# Королівський польський піхотний полк
Королівський польський піхотний полк (фр. Régiment Royal-Pologne) — німецький піхотний полк Французького королівства, створений у 1747 році.

## Історія

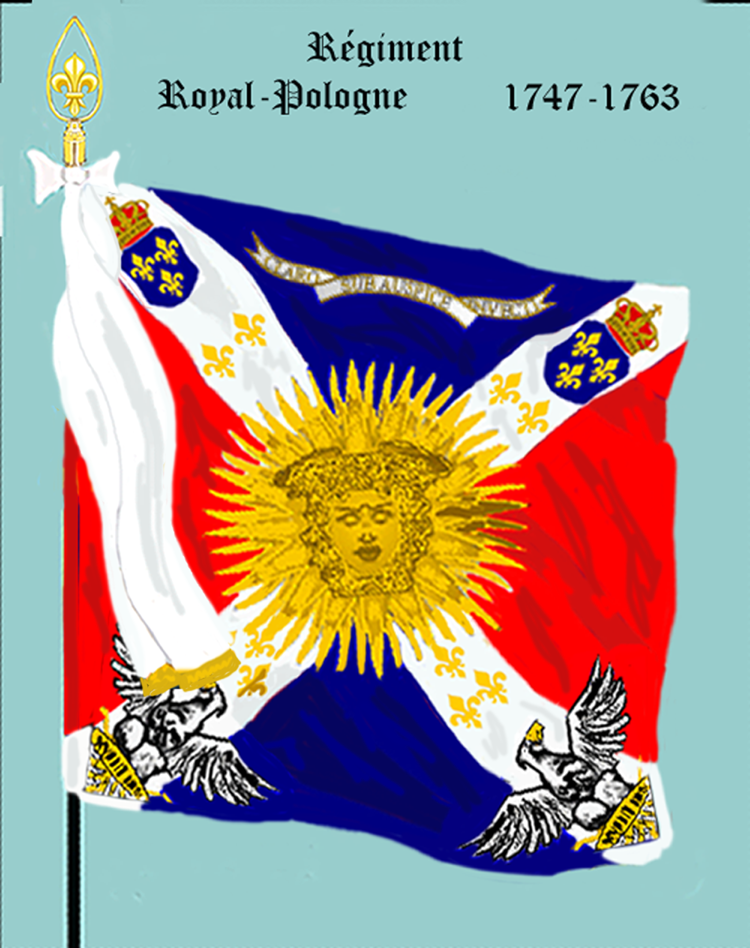
Ордонансовий прапор Королівського польського піхотного полку з 1747 по 1760 рр.

З 1735 року і декілька наступних років підряд Григор Орлик звертався з проханнями утворити козацький корпус з числа тих, які лишилися вірними його батьку. Ця практика, розповсюджена в часи Людовика XV, полягала в покладанні на офіцера, якому надавався відповідний диплом, місії підняти військо. Певна сума призначалась на цю операцію, а також, на утримання військової одиниці, власником якої став офіцер, що її згуртував. Григор Орлик дійсно підняв у 1747 році полк німецької інфантерії, що на той час було досить поширено. Він зажадав дати йому назву «Королівський польський піхотний полк» («Royal Pologne Infanterie») і звернувся по дозвіл до Станіслава Лещинського. Станіслав Лещинський був дуже задоволений, написав до міністерства: «Признаюся, що ніщо не потішить мене так, як побачити армії короля під іменем моєї нації, для якої це означатиме велику честь». Наказ короля про створення полку німецької інфантерії під назвою «Royal Pologne Infanterie» («Королівська польська піхота») було видано 25 листопада 1747 року.
Полк складався з шести батальйонів в 110 чоловік кожен, не рахуючи офіцерів.
Григор Орлик опікувався своїм полком. Найчастіше поставало питання рекрутування: хотів бачити у своєму полку поляків (оскільки, незважаючи на назву, полк був укомплектований майже виключно німцями), що спонукало його просити у керівників дипломатичної служби допомогу та дозволи для синів польської шляхти з числа його знайомих, звичайно, всіх гідних повної довіри. Однак незважаючи на його зусилля, поляків у полку налічувалось небагато.
З початком Семирічної війни (1756—1763 рр.) між Великою Британією і Прусією з одного боку та Австрією, Росією і Францією з другого боку, Г. Орлик отримав наказ разом зі своїм полком дістатися до армії на берегах Рейна, під командуванням маршала д'Естре.
Полк брав участь у боях під Зундерзхаузеном і Люкстельбером, а також в одній із найвизначніших битв Семилітньої війни (1756—1763 рр.) — битві під Бергеном.
18 січня 1760 року, після смерті командувача, полк реформовано шляхом включення до Королівського шведського полку.

## Екіпірування

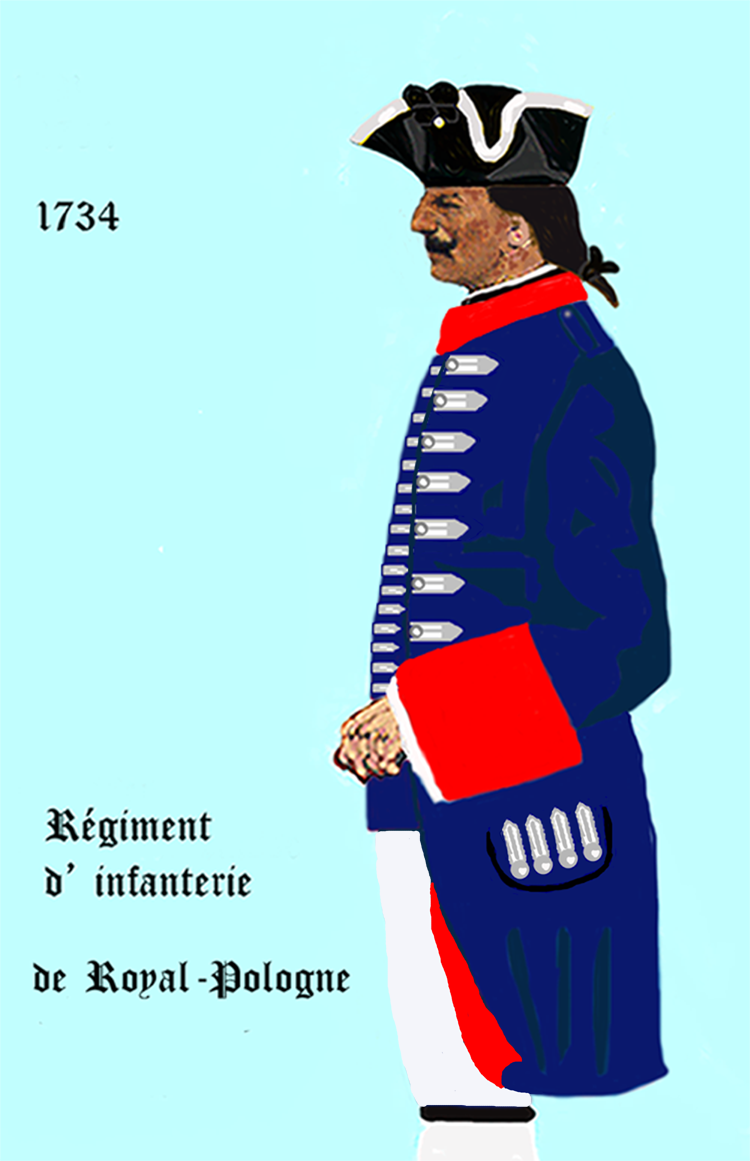
Уніформа полку з 1747 до 1760 рр.

Синє пальто, червоні обшивки синім по-прусськи, без ґудзиків, і червоний комір окантований білим, червоний суконний погон з ґудзиком і білою петлицею, червона окантовка, білі петлиці з обох боків шинелю догори на поясі; ґудзики тільки з одного боку, перехресні вкладки з чотирма ґудзиками і петлицями, піджак синій, петлиці білі з обох боків до пояса, ґудзики тільки з одного боку, на кожній лапці по три ґудзики і петлиці, шапка облямована сріблом.

## Командування
25 листопада 1747 року командувачем полку призначений син Пилипа Орлика Григор Орлик (П'єр Грегуар д'Орлик де ла Зиска, граф Орлик). Він ще в листопаді 1745 року оголошений бригадним генералом, генерал-лейтенантом — 21 квітня 1759 року. Помер 29 листопада 1759 року.
Також у полку служив з часу його заснування до 1758 року онук Пилипа Орлика Карл Густав Стенфлюкт. Пройшов шлях від лейтенанта до полковника.

## Галерея

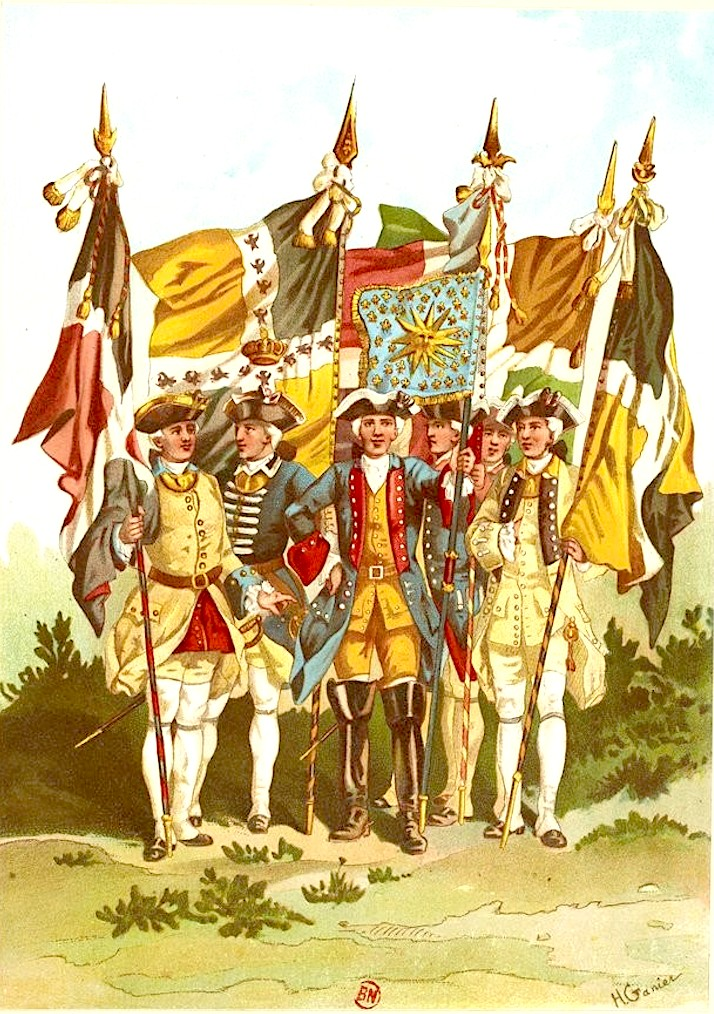
По центру — кавалерист Королівського польського піхотного полку 1758—1760-х років
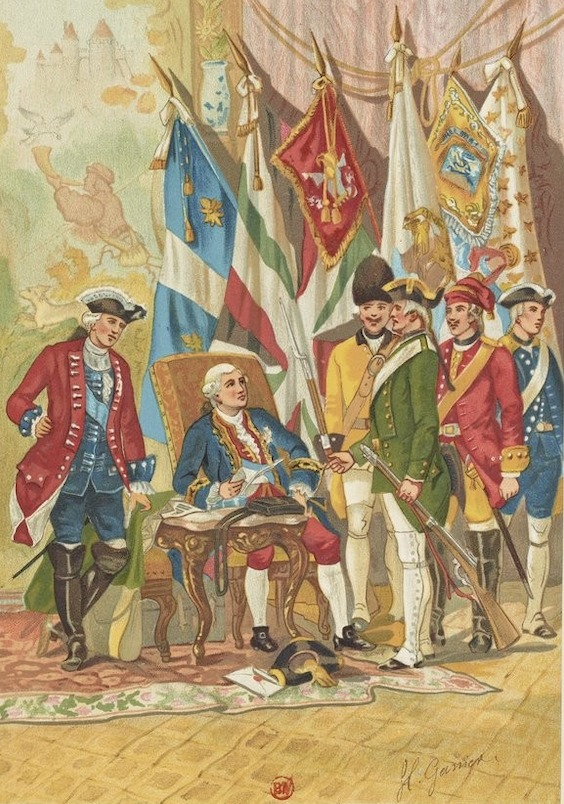
Перший ліворуч — прапор Королівського польського піхотного полку

## В Україні
Фондова колекція Національного заповідника «Гетьманська столиця» має три гравюри, на яких зображені військові полку в уніформі. Це стало можливим завдяки дослідниці Ірині Дмитришин, яка відшукала ці гравюри на одному з паризьких аукціонів, і меценату Євгену Суру, який їх придбав у 2020 р. й передав батуринському заповідникові.